# Mûrs-Erigné

Mûrs-Erigné este o comună în departamentul Maine-et-Loire, Franța. În 2009 avea o populație de 5,333 de locuitori.